# Cytherura radialirata
Cytherura radialirata är en kräftdjursart som beskrevs av Joseph Swain 1955. Cytherura radialirata ingår i släktet Cytherura och familjen Cytheruridae. Inga underarter finns listade i Catalogue of Life.